# 千頭駅
千頭駅（せんずえき）は静岡県榛原郡川根本町千頭にある、大井川鐵道の駅である。
寸又峡温泉への玄関口となっており、駅の海抜は299.8 mである。中部の駅百選選定駅。

## 利用可能な鉄道路線
- 大井川鐵道
  - 大井川本線
  - 井川線

## 歴史
- 1931年（昭和6年）12月1日：開業。
- 1935年（昭和10年）5月30日：大井川専用軌道（後の中部電力専用鉄道）が開業。同時に寸又川専用軌道（後の千頭森林鉄道）が沢間駅 - 当駅間で大井川専用軌道に乗り入れを開始。
- 1936年（昭和11年）11月19日：大井川専用軌道が軌間を762 mmから1,067 mmに改軌。寸又川専用軌道が乗り入れるため、当駅 - 沢間駅間は762 mm軌条が残され、三線軌条となる。
- 1959年（昭和34年）8月1日：中部電力専用鉄道が大井川鐵道に引き継がれ、大井川鐵道井川線となる。
- 1969年（昭和44年）：千頭森林鉄道の廃止に伴い当駅 - 沢間駅間の762 mm軌条が撤去される。
- 1970年（昭和45年）11月：当駅 - 川根両国駅間に並行する側線を往復するミニSL列車の運行開始。
- 1989年（平成元年）11月26日：ミニSL列車の運行終了[1]。
- 1992年（平成4年）7月30日：旧駅舎の30m南に駅舎新築[2]。
- 2022年（令和4年）9月24日：台風15号による土砂災害のため大井川本線、井川線とも運転見合わせ。
  - 9月25日：大井川本線のバス代行輸送を開始。
  - 10月8日：井川線の当駅から接岨峡温泉駅まで運転再開。
  - 10月22日：井川線全線運転再開。
  - 12月16日：大井川本線の金谷駅 - 家山駅間が運転再開したため、バス代行輸送区間を当駅から家山まで短縮。
- 2024年（令和6年）11月23日：土砂災害による休止以来、2年ぶりに当駅から青部駅まで列車が走行[3]。

## 駅構造
3面5線のプラットホームを持つ地上駅である。1 - 4番線は2面4線の頭端式ホームであり、大井川本線の普通列車やSLが発着する。改札から大井川本線のホームへは段差を通ることなく利用できる。
6番線は井川線が発着するホームであり、大井川本線のホームとの間にある中間改札を通って行くことができる。他のホームよりも高さが低くなっている。井川線の線路は、駅舎の横を通り抜けて川根両国方面に伸びており、頭端式ホームではなく単式ホームのようになっている。なお、井川線ホームの反対側にも大井川本線用の線路が敷かれているが、定期列車では使用されることはなく、5番線の案内もない。
駅舎は鉄骨一部二階建てでロッジ風の外観で、構内には土産屋やうどん屋が営業している。
また、駅付近は広大な車庫になっており、夜間滞泊が設定されている。金谷寄りのところに転車台があり、現在はほぼ毎日使用されている。この転車台は、1897年（明治30年）にイギリスで製造された転車台であり、東赤谷駅から1980年（昭和55年）7月20日に移設され、同年11月12日に使用を開始した。手動式で、駅員や機関士が5人がかりで蒸気機関車 (SL) を方向転換させる。かつてはイベントや映画の撮影でしか使用されていなかったが、2011年（平成23年）に新金谷駅構内に設置された転車台が、同年10月7日（SLフェスタ2011の初日）に使用を開始したことに伴い、双方の転車台で原則的に常時SLの方向転換が実施されるようになった。
1976年（昭和51年）6月20日より49616（9600形）が静態保存されている。同機は2014年（平成26年）3月、きかんしゃトーマス号運転開始に先がけてD51風に改造され、トーマスのキャラクター「ヒロ」になった。
2015年（平成27年）4月には、かつて新金谷駅構外側線に留置されていたC12 208を「パーシー」に改造したほか、ラスティー (DB9) も登場し当駅で同列車の運転を盛り上げている。
かつては当駅から川根両国駅近くまで貨物専用線が井川線と並行しており、複線のようになっていたが、1960年代後半には遊休施設となっていた。これを活用し、1970年（昭和45年）11月にミニSL列車の運行を開始した。これが大井川鐵道のSL動態保存のルーツである。しかし、当駅近くの道路拡張に支障することから、当駅から川根両国駅までの専用線は廃止されることになり、1989年（平成元年）11月26日をもって当該専用線によるミニSL列車の運行を終了した。
また、沢間駅から千頭森林鉄道が井川線に乗り入れて当駅まで運行されており、千頭駅に併設された千頭土場で木材を降ろしていた。千頭森林鉄道の廃止後、トラック輸送に切り替わってからも千頭土場は活用されたが、林業の衰退により閉鎖され、跡地は現在道の駅奥大井音戯の郷とその駐車場となっている。
2022年9月の台風15号による土砂災害の為大井川本線は当駅から家山駅まで運休となっており代行バスを利用する事になる。

### のりば
| 1 - 4 | ■大井川本線 | 金谷方面 ※使用停止中 |
| 6     | ■井川線     | 井川方面             |

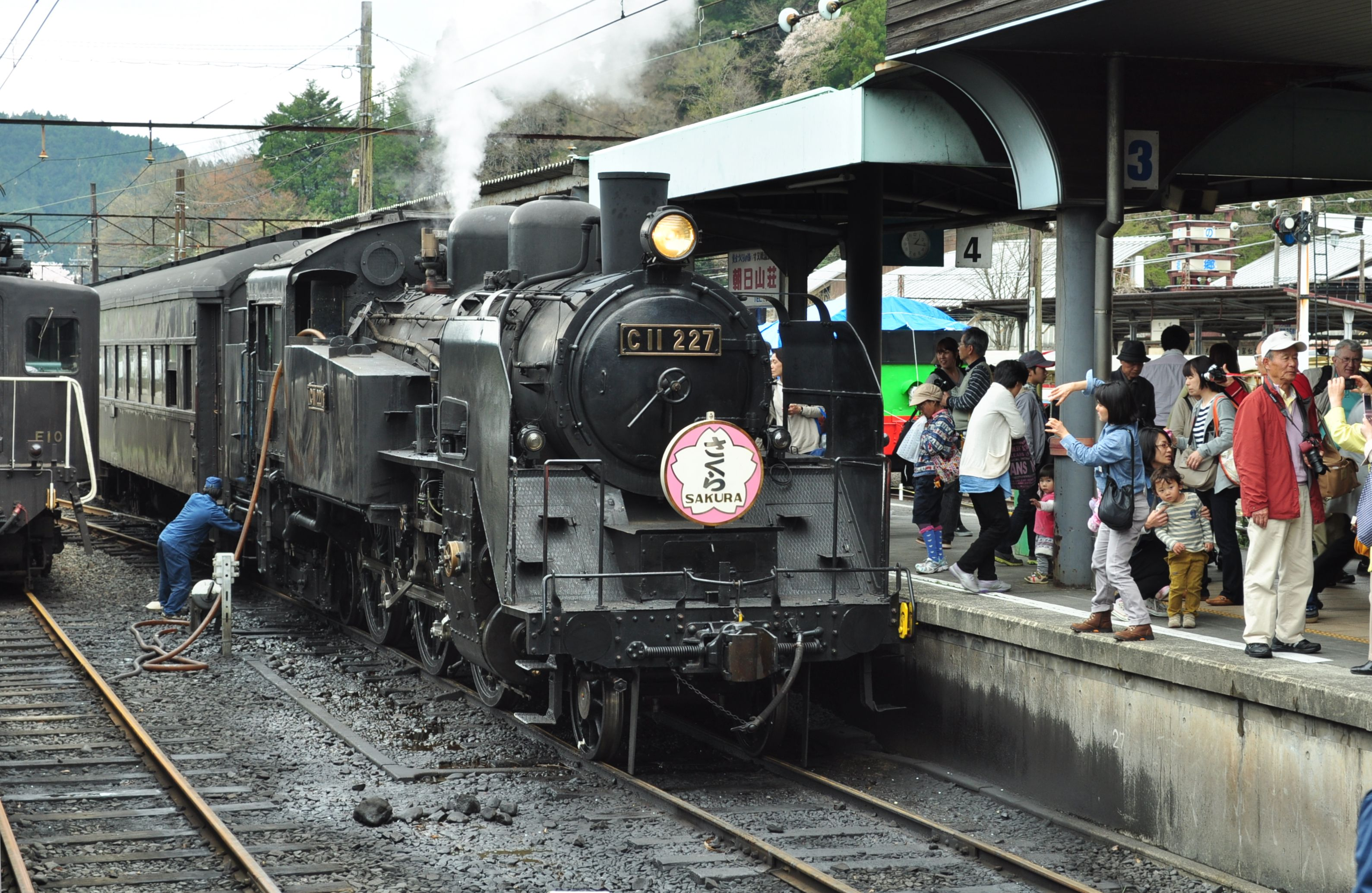
大井川本線ホーム（2015年4月）
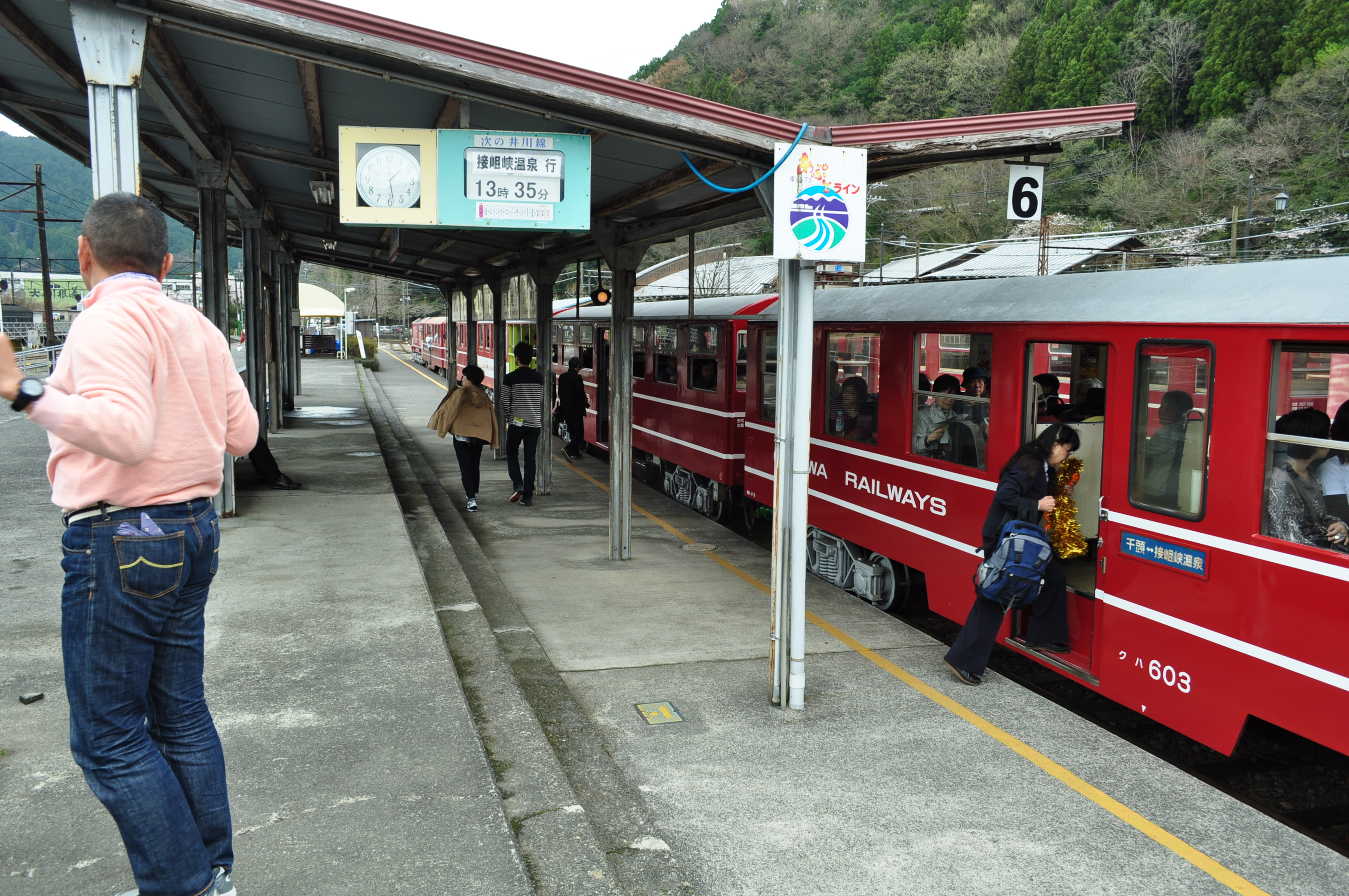
井川線ホーム（2015年4月）

## 利用状況
- 2007年度の1日平均乗車人員（静岡県統計年鑑による）
  - 大井川本線 - 399人
  - 井川線 - 71人

## 駅周辺
- SL資料館
- 奥大井観光案内所（川根本町まちづくり観光協会）
- 道の駅奥大井音戯の郷
- 大井川
- 川根本町役場総合支所
- 千頭郵便局
- 川根本町立本川根小学校
- 川根本町立本川根中学校
- 静岡県道77号川根寸又峡線
- 国道362号
- 大鉄タクシー (大井川鐵道 グループ会社)
- 川根ガス株式会社 千頭営業所
- JA大井川 本川根支店
- 小長谷城趾
- 川根本町文化会館

### バス路線
大鉄アドバンス
- 千頭駅 - 奥泉駅 - 寸又峡温泉
- 千頭駅 - 奥泉駅 - 長島ダム - 接岨峡温泉 - 閑蔵駅前

## ギャラリー

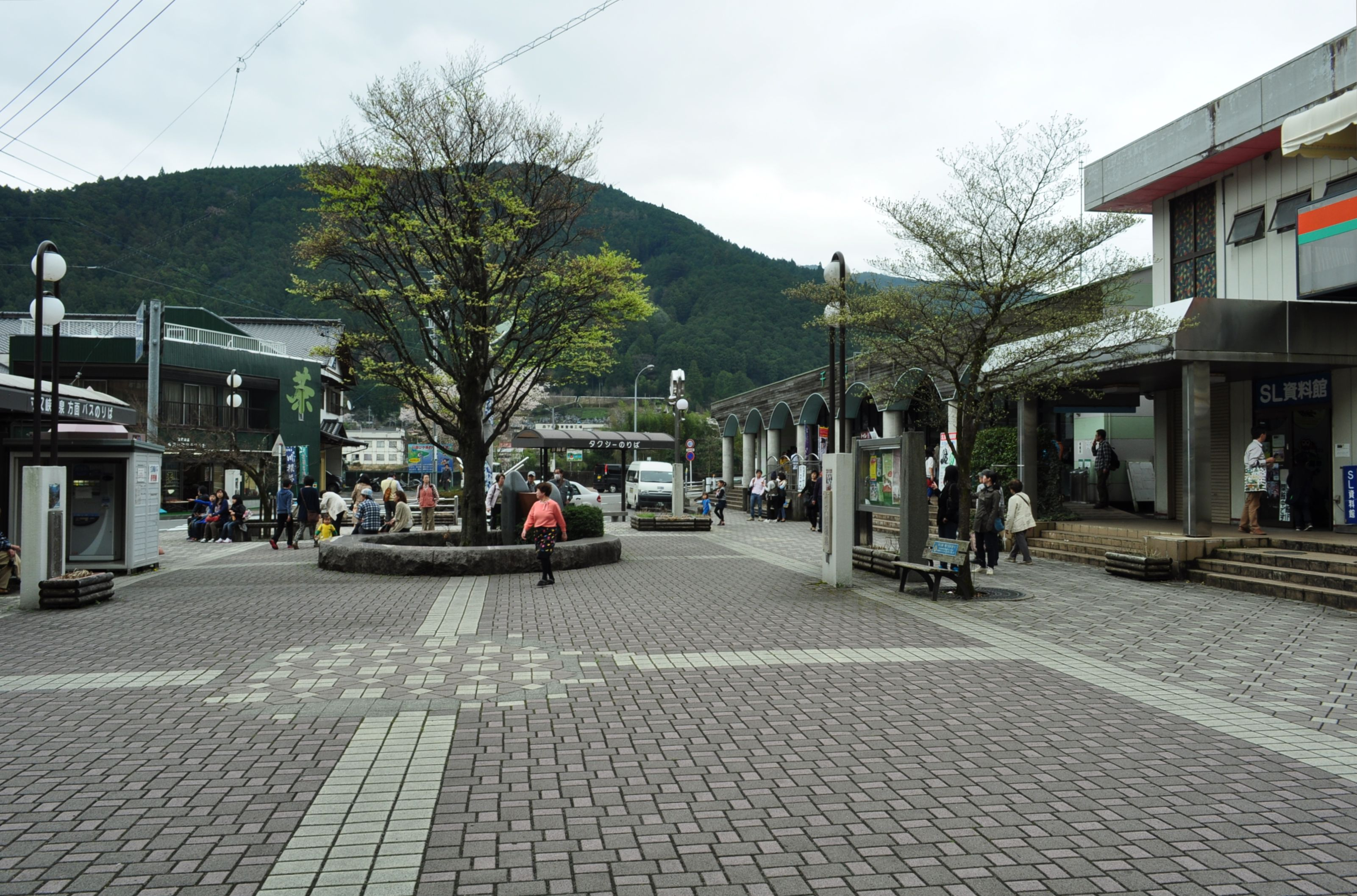
千頭駅前広場（2015年4月）
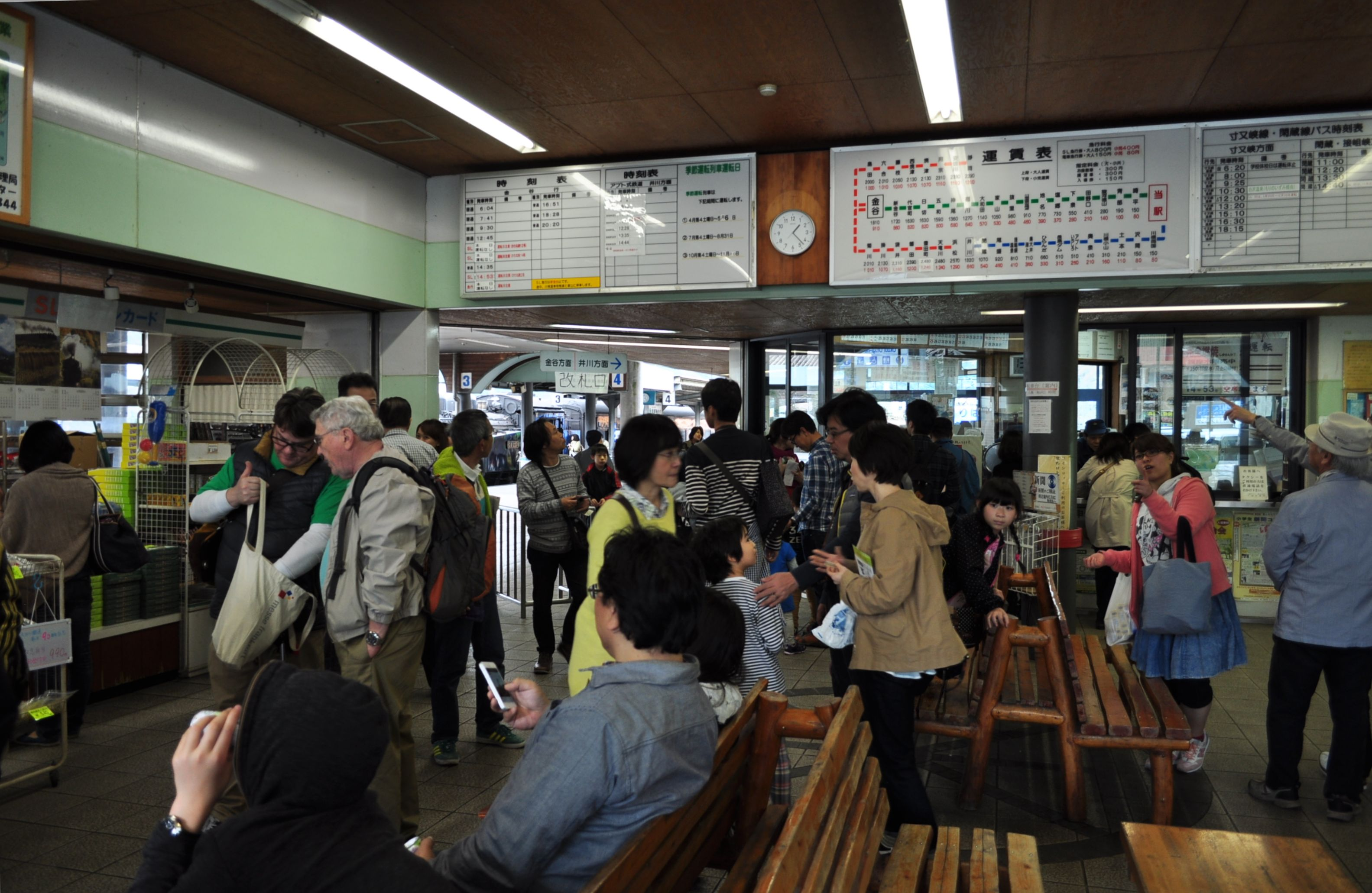
駅舎内改札口（2015年4月）
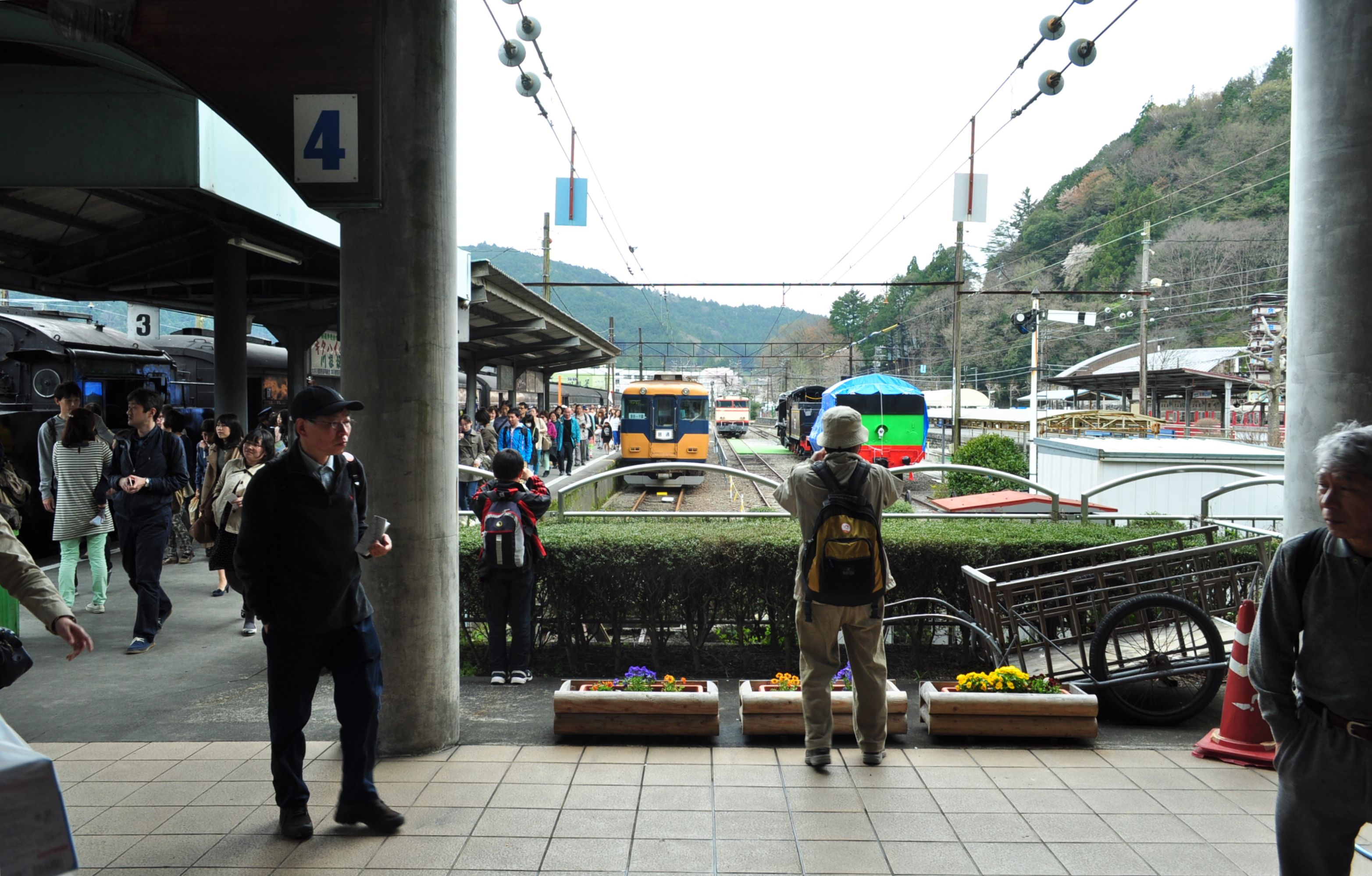
駅舎内ホームを見る。ホームにはヒロとパーシーも展示されている。（2015年4月）
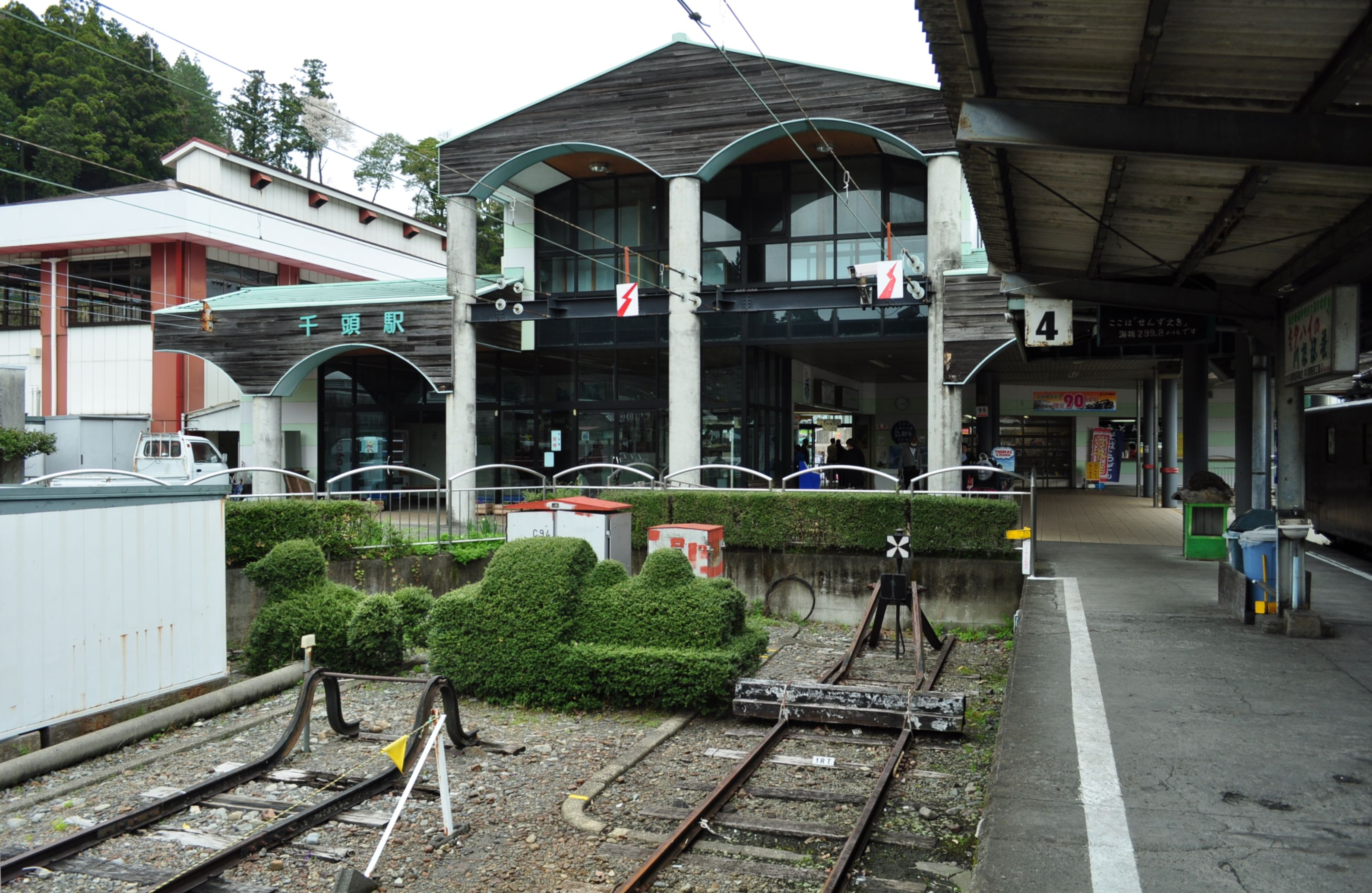
ホームから駅舎を見る（2015年4月）
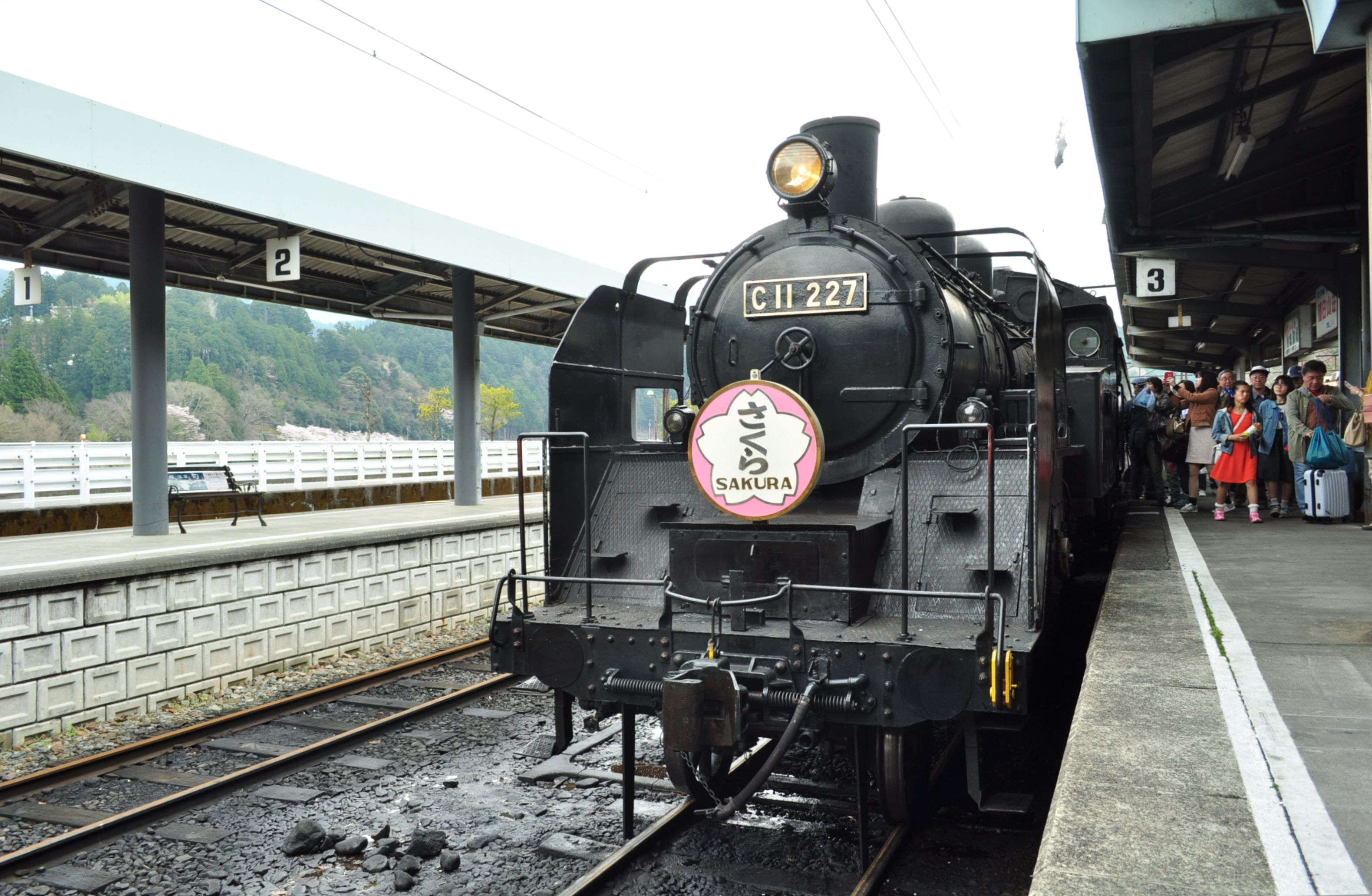
ホームからSLを見る（2015年4月）
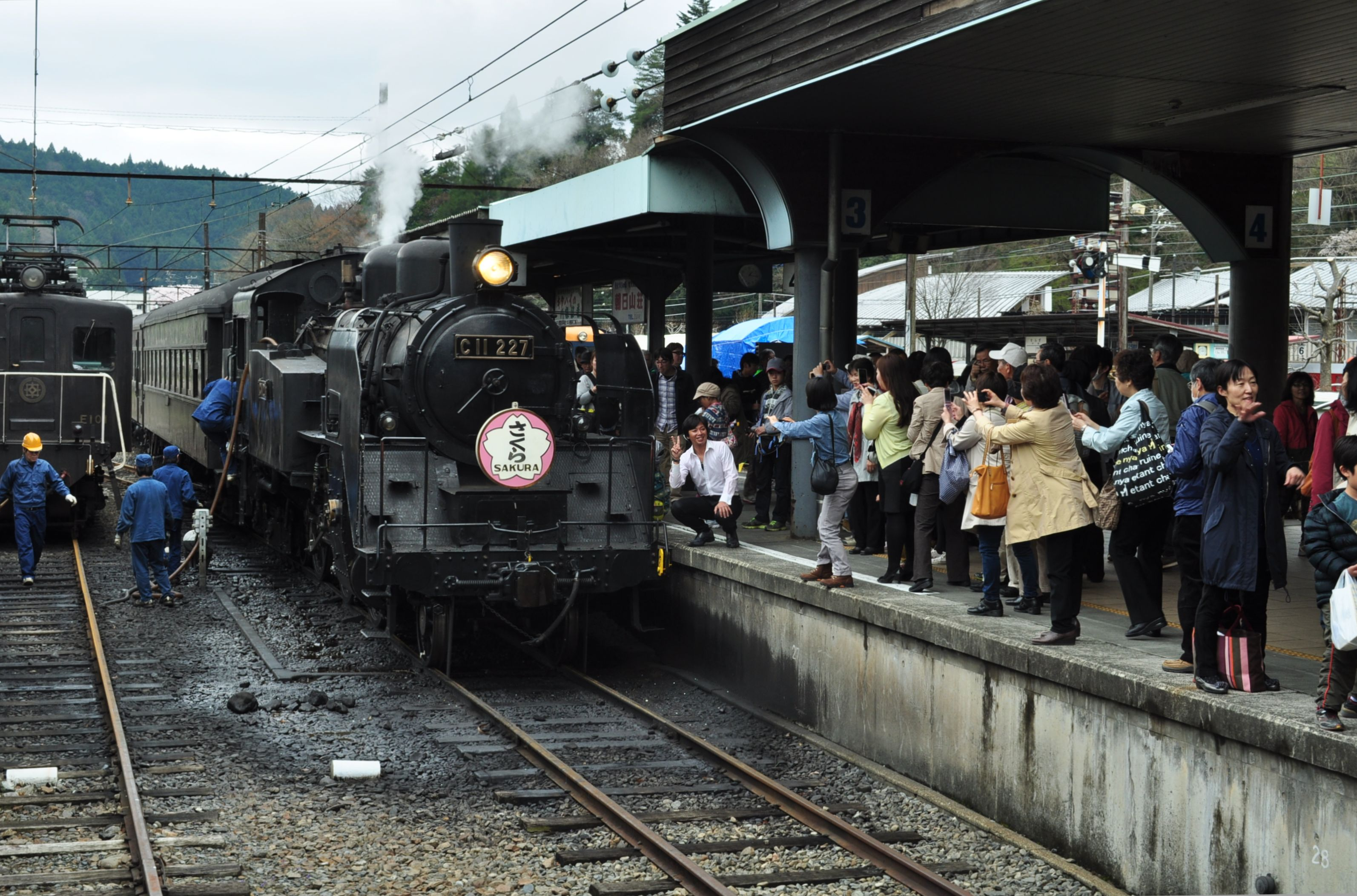
ホームからSLを見る（2015年4月）
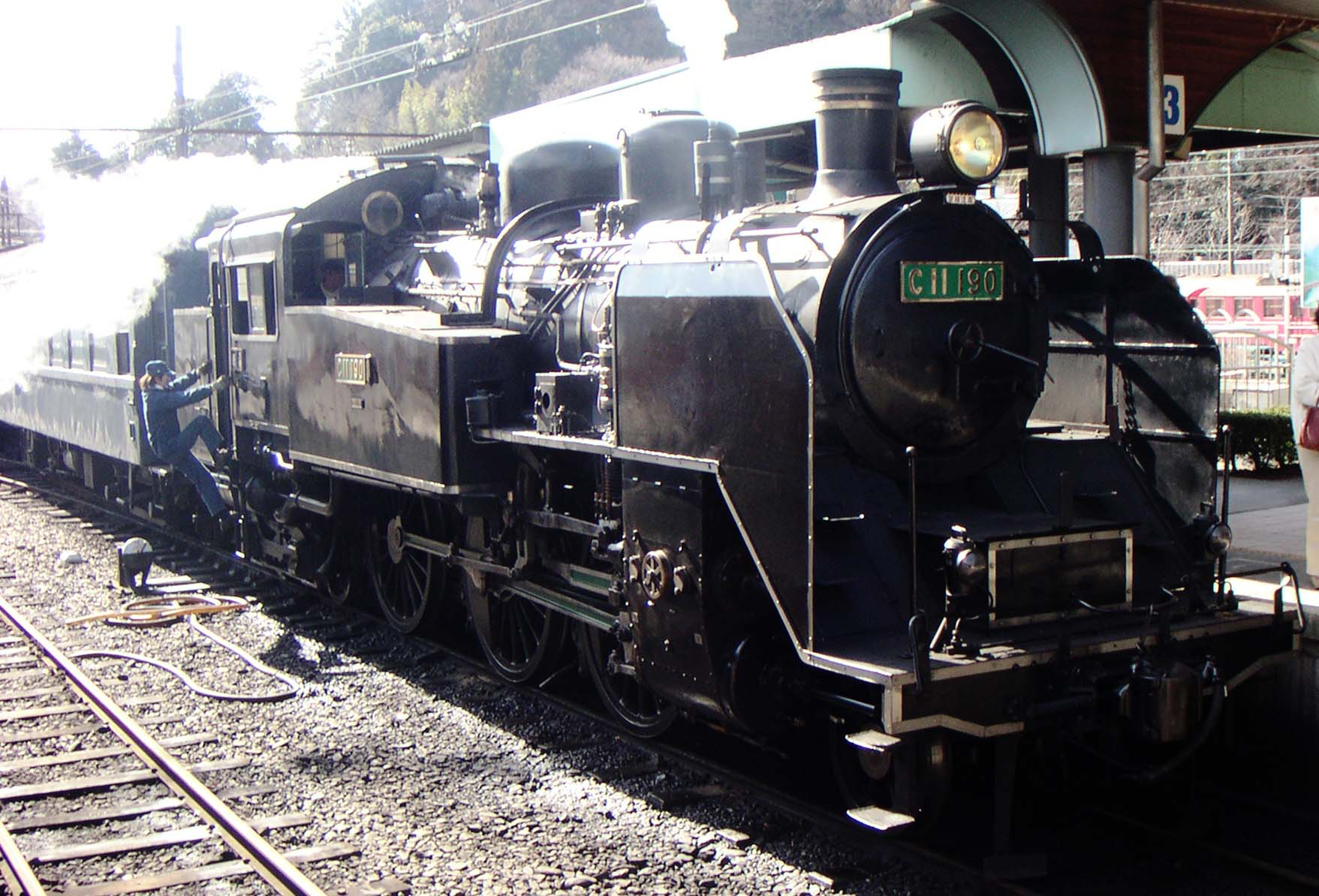
千頭駅のC11 190
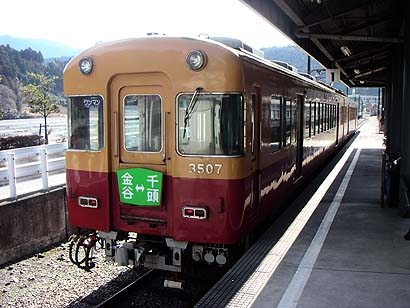
千頭駅の大井川本線普通列車
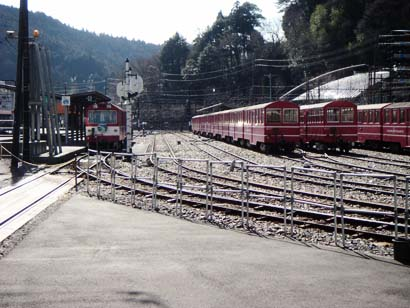
千頭駅の井川線列車
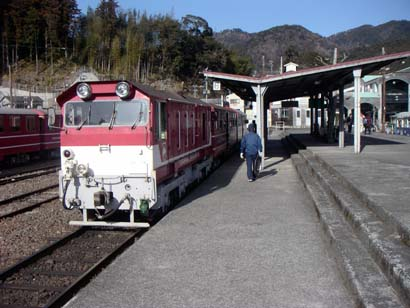
千頭駅の井川線列車
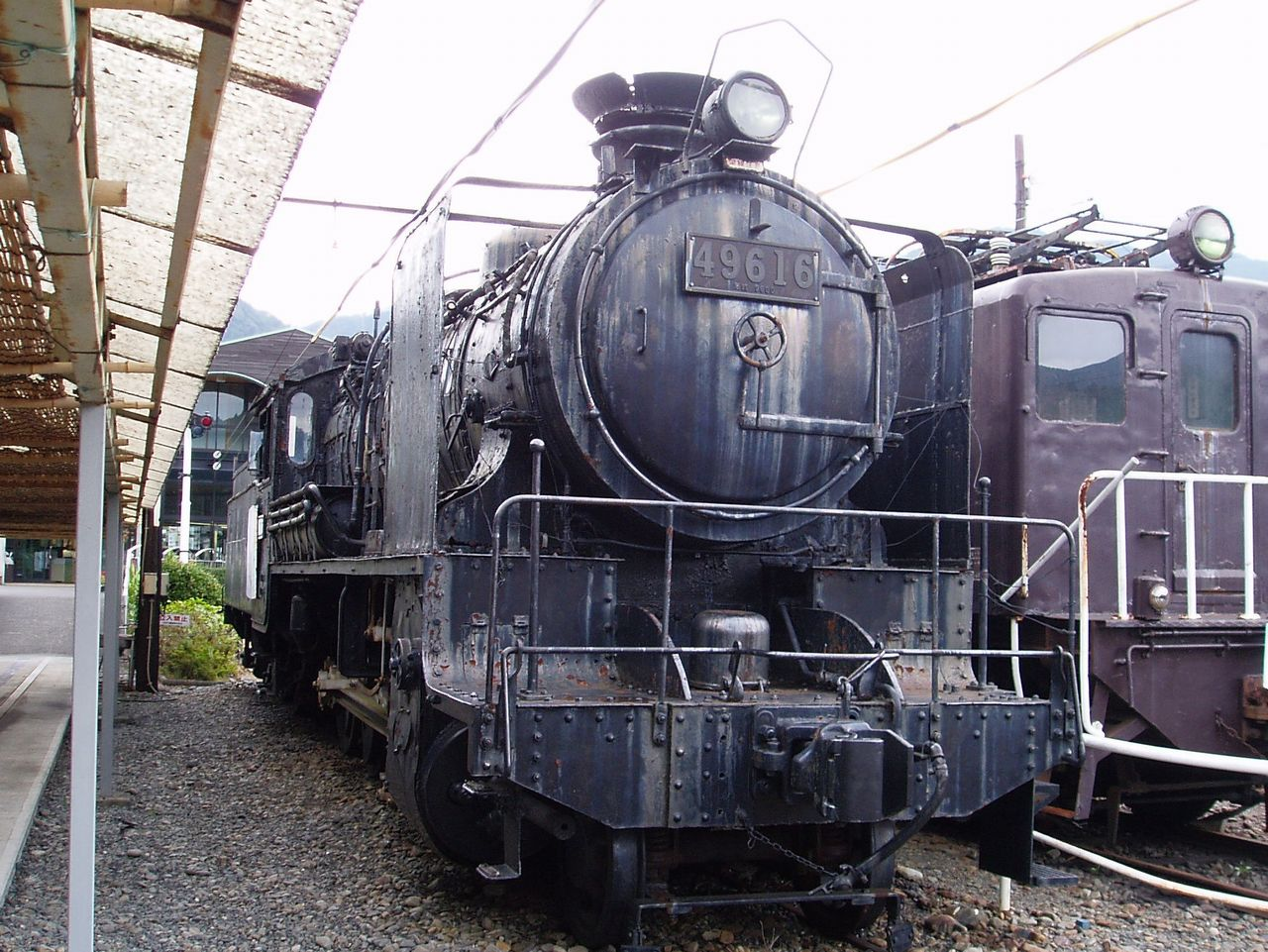
静態保存されている49616。ヒロの改造の種車にもなった。
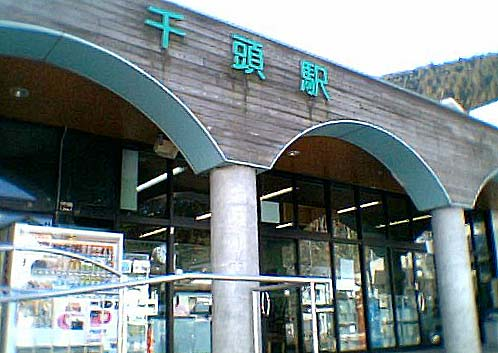
入口（2005年2月）
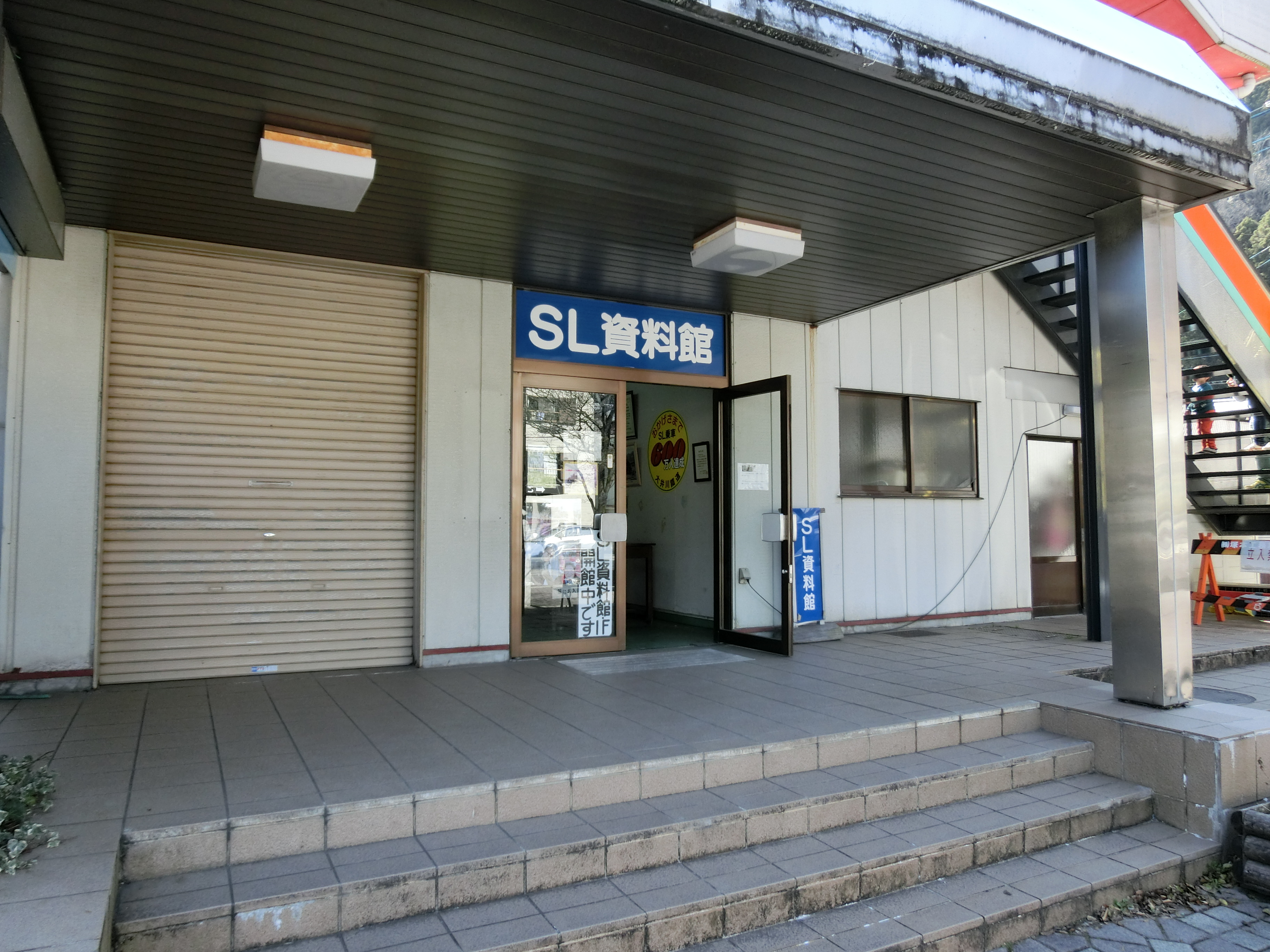
SL資料館（2015年3月）

## 隣の駅
大井川鐵道
■大井川本線
崎平駅 - 千頭駅
災害のため不通となっている。
■井川線
千頭駅 - 川根両国駅
千頭森林鉄道
本線
千頭駅 - 沢間停車場